# Catalina, Newfoundland
Catalina är en ort i Kanada.   Den ligger i provinsen Newfoundland och Labrador, i den östra delen av landet, 1 700 km öster om huvudstaden Ottawa. Catalina ligger 16 meter över havet och antalet invånare är 1 352.
Terrängen runt Catalina är platt. Havet är nära Catalina åt sydost. Trakten är glest befolkad. Närmaste större samhälle är Bonavista, 15,0 km norr om Catalina. 
I omgivningarna runt Catalina växer i huvudsak blandskog.